# WFCU 센터
WFCU 센터(WFCU Centre)는 캐나다 온타리오주 윈저에 위치한 실내 경기장이다. NBL 캐나다 윈저 익스프레이스의 홈경기장으로 사용되고 있다.